# 1190er
Portal Geschichte | Portal Biografien | Aktuelle Ereignisse | Jahreskalender | Tagesartikel

◄ |
11. Jh. |
12. Jahrhundert
| 13. Jh. | ►

◄ |
1160er |
1170er |
1180er |
1190er
| 1200er | 1210er | 1220er | ►

1190 |
1191 |
1192 |
1193 |
1194 |
1195 |
1196 |
1197 |
1198 |
1199
Die neunziger Jahre des zwölften Jahrhunderts gehören in Europa zur Epoche des Hochmittelalters. Die europäische Kunst ist vom Übergang von der Romanik zur Gotik geprägt, die von Frankreich ausgegangen war und sich dort bereits durchgesetzt hat. In der europäischen Literatur entwickelt sich, ebenfalls von Frankreich ausgehend, die höfische Dichtung.

## Dritter Kreuzzug
Der Beginn des Jahrzehnts ist vom Dritten Kreuzzug (1189–1192) gekennzeichnet. Schauplatz ist das Heilige Land, involviert sind große Teile der arabischen Welt und Europas, das Papsttum und indirekt Byzanz.
- 18. Mai 1190: Der römisch-deutsche Kaiser Friedrich I. Barbarossa besiegt auf dem dritten Kreuzzug in der Schlacht bei Iconium die Rum-Seldschuken unter ihrem Sultan Kılıç Arslan II.
- 10. Juni 1190: Kaiser Friedrich I. Barbarossa ertrinkt während des Kreuzzuges im Saleph. Friedrichs Sohn, Herzog Friedrich VI. von Schwaben, führt den Rest des sich auflösenden Heeres nach Akkon, das er im Oktober 1190 erreicht.
- 1190: Gründung des Deutschen Ordens in Akkon.
- 20. Januar 1191: Friedrich VI. stirbt bei der Belagerung von Akkon.
- April 1191: Landung des französischen Königs Philipp II.
- Juni 1191 landet Richard Löwenherz vor Akkon. Die Kreuzfahrer gewinnen die Stadt zurück, die Hauptstadt des Königreichs Jerusalem wird.
- 7. September 1191: Richard Löwenherz schlägt Saladin in der Schlacht von Arsuf.
- 2. September 1192: Waffenstillstand mit Saladin.
- 30. Oktober 1192: Richard Löwenherz verlässt Palästina.
- 3. April 1193: Saladin stirbt in Damaskus.
- 1198: Umwandlung des Deutschen Ordens in einen Ritterorden mit Sitz in Akkon.

## Europa

### Ereignisse

#### Kirche und Papst
Das Jahrzehnt wird von einer heftigen Auseinandersetzung zwischen Kaisertum und Papsttum beherrscht. Nach dem Tod Papst Clemens’ III. (25. März 1191) wird Coelestin III. 85-jährig am 30. März 1191 dessen Nachfolger. Heinrich VI. zwingt Coelestin III., ihn am 14. April 1191 zum Kaiser zu krönen. 1193 exkommuniziert Coelestin III. Leopold V. von Österreich für die Gefangennahme von Richard Löwenherz.
Innozenz III. wird Nachfolger Coelestins III. († 8. Januar 1198) und ruft zum vierten Kreuzzug auf. Nach dem Tod Heinrichs VI. (28. September 1197) beginnt Innozenz III., eine energische Politik zur Stärkung der päpstlichen Machtstellung und der Ausweitung des Kirchenstaates zu betreiben und zieht Reichsgebiet in Mittelitalien ein (Rekuperationen). Im deutschen Thronstreit beansprucht der Papst die Entscheidung über die Doppelwahl von Otto IV. und Philipp von Schwaben.

#### Deutschland
Das Heilige Römische Reich ist in den 1190er Jahren von staufischen Großmachtplänen geprägt, ein Erbreichsplan Heinrichs VI. scheitert jedoch an den Fürsten. Nach dem Tod Heinrichs VI. 1197 verliert das Stauferreich an Macht und es entbrennt der Deutsche Thronstreit.
- 18. Mai 1190: Friedrich Barbarossa stirbt auf dem Kreuzzug. Nachfolger als deutscher König wird sein Sohn Heinrich VI.
- Juli 1190: Heinrich VI. schließt Frieden mit Heinrich dem Löwen.
- 1191: Erster Italienzug Heinrichs VI. Sein Versuch, das Königreich Sizilien zu erobern, scheitert.
- 14. April 1191: Heinrich VI. zwingt Papst Coelestin III., ihn zum Kaiser zu krönen.
- 1194: Heinrich VI. versöhnt sich mit Heinrich dem Löwen.
- 6. August 1195: Heinrich der Löwe stirbt in Braunschweig.
- 1194 bis 1195: Zweiter Italienzug Heinrichs VI. Er erobert das Königreich Sizilien.
- Dezember 1196: Der einjährige Sohn Heinrichs VI., Friedrich II., wird zum König gewählt.
- 28. September 1197: Heinrich VI. stirbt während der Vorbereitung eines Kreuzzugs an der Malaria in Messina.
- 1198: Der Staufer Herzog Philipp von Schwaben und der Welfe Otto IV. werden zu konkurrierenden Königen gewählt.

#### Österreich
In den 1190er Jahren war zunächst Leopold V. Herzog von Österreich. In seine Regierungszeit fiel die Gefangennahme von Richard Löwenherz in Erdberg bei Wien am 21. Dezember 1192. Am 28. März 1193 wurde Richard an Kaiser Heinrich VI. ausgeliefert und auf die Burg Trifels überstellt. Leopold amtierte noch bis 1194. Sein Nachfolger wurde Friedrich I., auf den 1198 Leopold VI. folgte.

#### Italien
Reichsitalien steht ganz im Zeichen der Auseinandersetzung zwischen dem Papst und dem römisch-deutschen Kaiser.
- 1191: Nachdem Heinrich VI im ersten Italienzug Papst Coelestin III. gezwungen hat, ihn zum Kaiser zu krönen, gibt er den Römern das kaisertreue Tusculum preis. Der Zug nach Sizilien endet mit der gescheiterten Belagerung Neapels.
- 1192: Coelestin belehnt den Normannen Tankred von Lecce mit Sizilien, nachdem Heinrich VI. die päpstliche Lehnshoheit nicht anerkannt hat.
- 1194 bis 1195: Zweiter Italienzug Heinrichs VI.
- 25. Dezember 1194: Heinrich VI. erobert nach Tankreds Tod das Normannenreich und wird in Palermo zum König von Sizilien gekrönt. Die Wahl wird von der römischen Kurie nicht anerkannt. Der normannische Thronschatz wird nach Deutschland geschafft.
- 1195: Heinrich VI. organisiert die Verwaltung Reichsitaliens neu: Sein Bruder Philipp von Schwaben wird Markgraf der Toskana (Tuszien), Markward von Annweiler wird Markgraf von Ancona und Herzog von Ravenna und der Romagna.
- 1198: Nach dem Tod Heinrichs VI. beginnt das Papsttum, Reichsgebiet in Mittelitalien einzuziehen (Rekuperationen).

#### Britische Inseln
Richard Löwenherz wird Ende 1192 auf dem Rückweg vom dritten Kreuzzug in Wien von Leopold von Österreich gefangen genommen und 1193 an Kaiser Heinrich VI. ausgeliefert. Nach seiner Freilassung 1194 leistet er Heinrich VI. den Lehnseid. Ebenfalls 1194 bricht der Englisch-Französische Krieg aus, der sich bis 1199 hinzieht. Richard Löwenherz stirbt am 6. April 1199. Sein Nachfolger wird sein Bruder Johann Ohneland.

#### Frankreich
- 1194 bis 1199: Englisch-Französischer Krieg. Große Teile der Normandie und im Vexin gehen an England verloren, auch die Rechte im Erzbistum Tours fallen an Richard Löwenherz.

#### Zypern
Zypern war seit 1184 ein eigenes Kaiserreich unter Isaak Komnenos. Nach der Eroberung durch die Kreuzfahrer wird die Insel ein Teil der abendländischen Welt mit einem Nebeneinander byzantinischer und fränkischer Kultur.
- 1191: Richard Löwenherz erobert Zypern und übergibt die Insel erst den Templern, dann
- 1192: König Guido von Lusignan. Nach dessen Tod
- 1194: wird sein Bruder und Nachfolger Amalrich zum eigentlichen Staatsgründer. Er erkennt
- 1195: die Lehnshoheit Heinrichs VI. an und wird von Bischof Konrad von Hildesheim
- 1197: gekrönt und vereinigt Zypern mit dem Königreich Jerusalem.

#### Iberische Halbinsel
Die iberische Halbinsel ist von der Auseinandersetzung der arabischen Almohaden und Christen, denen eine Expansion gelingt, gekennzeichnet (Reconquista).
- 19. Juli 1195: Letzter großer Sieg der Araber auf der iberischen Halbinsel in der Schlacht bei Alarcos.
- 1195: Die römische Kurie verhängt ein Interdikt über Sancho I. und Portugal.

#### Byzanz

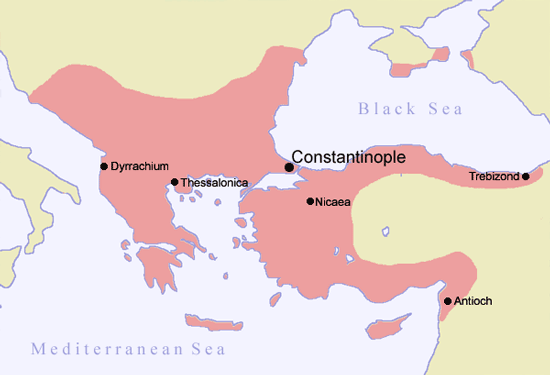
Byzanz um 1180

- Alexios III. stürzt in einem Staatsstreich seinen Bruder Kaiser Isaak II. und lässt diesen blenden und einkerkern.

### Kultur

#### Architektur
- Zwischen 1190 und 1200: Baubeginn des spätromanischen Limburger Doms.
- 1194: Baubeginn der Kathedrale von Chartres.
- 1194: Baubeginn der Kathedrale von Bourges.
- 1197: Die Kathedrale von Messina wird geweiht.

## Islamisch-arabische Welt

### Ereignisse

#### Palästina
- 18. Mai 1190: Der Sultan der Rum-Seldschuken Kılıç Arslan II. wird in der Schlacht bei Iconium vom Kreuzfahrerheer des römisch-deutschen Kaisers Friedrich I. Barbarossa besiegt.
- 1191: Durch die Belagerung von Akkon erobern die Kreuzfahrer die Stadt.
- 7. September 1191: Saladin wird von Richard Löwenherz in der Schlacht von Arsuf geschlagen.
- 2. September 1192: Waffenstillstand zwischen Saladin und den Kreuzfahrern.
- 3. April 1193: Saladin stirbt in Damaskus.
- 1197: Mit dem Verlust von Beirut und Sidon ist die ganze Küste bis Antiochia am Orontes an die Christen verloren.

#### Iberische Halbinsel
Durch die christliche Reconquista werden die arabischen Almohaden in die Defensive gedrängt.
- 19. Juli 1195: Letzter großer Sieg der Araber auf der iberischen Halbinsel in der Schlacht bei Alarcos.

### Kultur

#### Wissenschaft
- Zwischen 1190 und 1200: Der jüdische Philosoph Maimonides vollendet sein Hauptwerk Dalalat al-Ha’irin (‚Führer der Unschlüssigen‘; Datierung umstritten).
- 11. Dezember 1198: Der spanisch-arabische Philosoph und Aristoteles-Kommentator Averroes (Ibn Ruschd) stirbt.

## Asien

### Mongolenreich
- 1190: Dschingis Khan eint die mongolischen Stämme Zentralasiens.

### Japan
- 1192: Minamoto no Yoritomo wird vom Tennō zum Seii Taishōgun ernannt. Damit beginnt das Kamakura-Shōgunat.
- 11. Januar 1198: Der japanische Kaiser (Tennō) Go-Toba wird vom Shōgun abgesetzt. Damit endet die Heian-Zeit.

### Indien
- 1192: Nach einem Sieg über die Rajputen unter Prithviraj III. Chauhan bei Delhi beginnen die muslimischen Ghuriden aus Persien unter Muhammad von Ghur in Nordindien mit der Eroberung Nordindiens.
- 1199: Mit der Zerstörung von Nalanda besiegen die Muslimen auch den Buddhismus.